# Benito Juárez (Durango)
Benito Juárez, también llamado Juárez de Abajo, es un pequeño poblado del noroeste del municipio de Nuevo Ideal, en el estado de Durango, México.

## Localización
Se encuentra ubicado a 22 kilómetros de la cabecera municipal, en los límites de los municipios de Nuevo Ideal y Santiago Papasquiaro. 

## Creencias y religiones
En Benito Juárez, la confesión de fe de mayor práctica es el catolicismo, aunque se pueden encontrar también otras de la rama cristiana. 

## Clima
El clima es templado con lluvias en verano e invierno. A principios de cada año suele nevar en la sierra ubicada al noreste del ejido donde se encuentra la localidad. La última nevada en la localidad fue el 10 de marzo del 2016.

## Alfabetización
En la comunidad actualmente existen tres planteles escolares que permiten a la población acceder a educación básica, lo cual deriva en que la tasa de alfabetización sea de más del 97% de la población.

## Actividades económicas
La economía de la población está basada en gran parte en la agricultura, por lo que la localidad está rodeada por numerosas parcelas donde se siembra maíz, frijol y avena. La ganadería también forma parte de las actividades económicas de la localidad.